# Mathematical Association of America

Logo

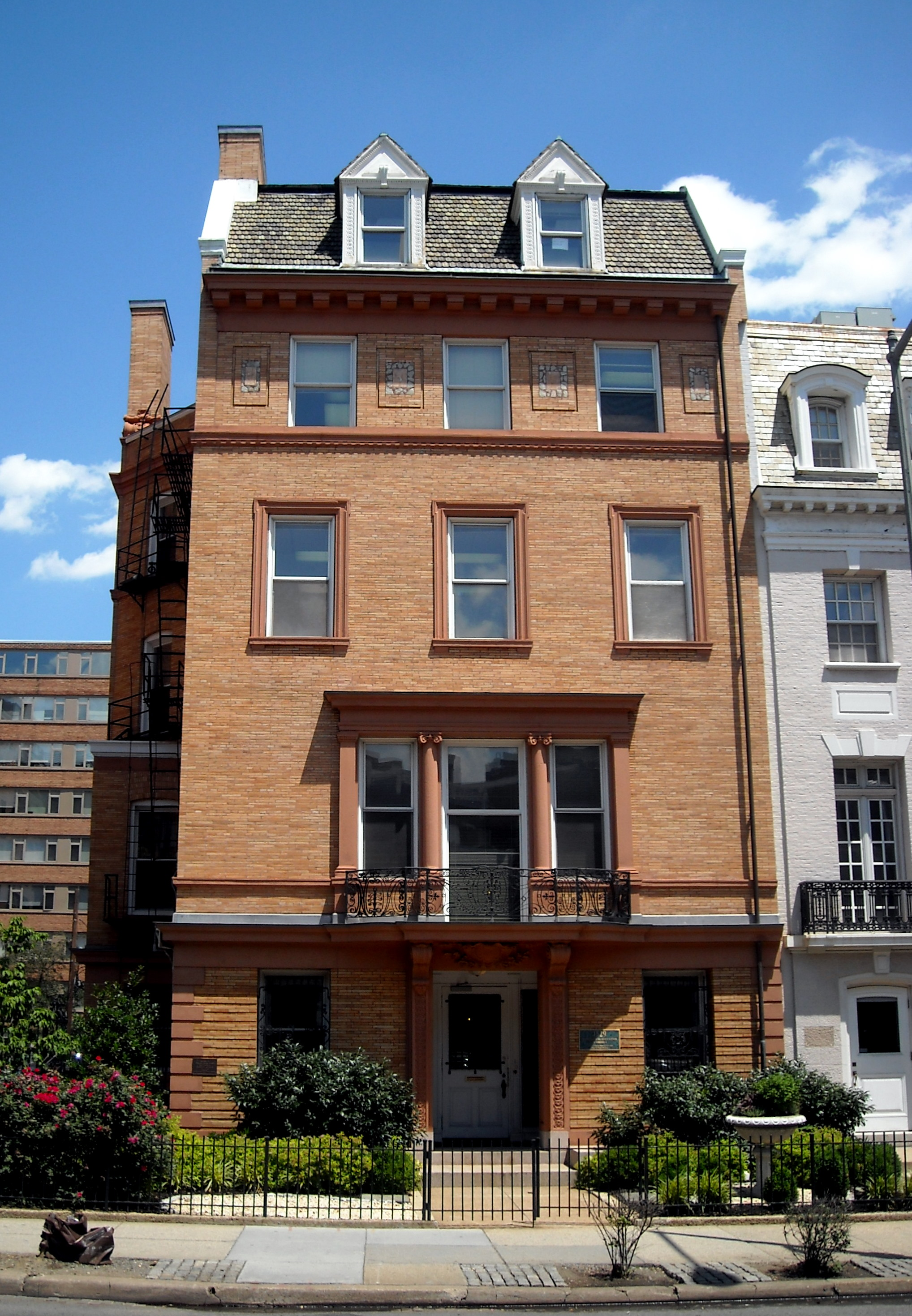
Hauptsitz der MAA in Washington, D.C.

Die Mathematical Association of America (kurz MAA) ist eine Vereinigung US-amerikanischer Mathematiker mit dem Schwerpunkt auf Mathematik, die auf Undergraduate-Niveau (das heißt Schulmathematik, College und Highschool-Ausbildung, Universitätsstudium bis zum ersten akademischen Grad) zugänglich ist.
Die zweite große Mathematikervereinigung in den Vereinigten Staaten ist die American Mathematical Society.

## Geschichte
Die Anfänge gehen zurück auf die von Benjamin Finkel im Jahre 1894 gegründete Zeitschrift American Mathematical Monthly, die ein Medium für Mathematik auf Undergraduate-Niveau schuf. Die sich  in den anschließenden Jahren herausbildende Organisation wurde 1916 gegründet und 1920 als gemeinnützige Organisation in Illinois registriert. Handelte es sich anfangs nur um wenig mehr als einen Verein zur Herausgabe der American Mathematical Monthly, so ist die MAA seitdem beträchtlich gewachsen und zählt heute über 27.000 Mitglieder (Stand 2008).
Der Hauptsitz der Mathematical Association of America ist 1529 Eighteenth Street, NW, Washington, D.C. 20036-1385, USA.

## Zeitschriften
Die MAA gibt folgende mathematische Zeitschriften heraus:
- American Mathematical Monthly
- Mathematics Magazine
- College Mathematics Journal
- Math Horizons
- MAA FOCUS

## Preise
Sie vergibt verschiedene Preise, darunter den Chauvenet-Preis, den Lester Randolph Ford Award, den George Pólya Award, den Carl B. Allendoerfer Award, den David P. Robbins Prize und den Euler Book Prize.

## Präsidenten
- 1916 Earle R Hedrick
- 1917 Florian Cajori
- 1918 Edward V Huntington
- 1919 Herbert Ellsworth Slaught
- 1920 David Eugene Smith
- 1921 George A Miller
- 1922 Raymond C Archibald
- 1923 Robert D Carmichael
- 1924 Henry L Rietz
- 1925 Julian L Coolidge
- 1926 Dunham Jackson
- 1927–1928 Walter B Ford
- 1929–1930 John W Young
- 1931–1932 Eric T Bell
- 1933–1934 Arnold Dresden
- 1935–1936 David R Curtiss
- 1937–1938 Aubrey J Kempner
- 1939–1940 Walter B Carver
- 1941–1942 Raymond Woodard Brink
- 1943–1944 William D Cairns
- 1945–1946 Cyrus C MacDuffee
- 1947–1948 Lester R Ford
- 1949–1950 Rudolph E Langer
- 1951–1952 Saunders Mac Lane
- 1953–1954 Edward J McShane
- 1955–1956 William L Duren, Jr
- 1957–1958 G Baley Price
- 1959–1960 Carl B Allendoerfer
- 1961–1962 Albert W Tucker
- 1963–1964 R H Bing
- 1965–1966 Raymond L Wilder
- 1967–1968 Edwin E Moise
- 1969–1970 Gail S Young
- 1971–1972 Victor Klee
- 1973–1974 Ralph P Boas
- 1975–1976 Henry O Pollak
- 1977–1978 Henry L Alder
- 1979–1980 Dorothy L Bernstein
- 1981–1982 Richard D Anderson
- 1983–1984 Ivan Niven
- 1985–1986 Lynn A Steen
- 1987–1988 Leonard Gillman
- 1989–1990 Lida K Barrett
- 1991–1992 Deborah Tepper Haimo
- 1993–1994 Donald L Kreider
- 1995–1996 Kenneth A Ross
- 1997–1998 Gerald L Alexanderson
- 1999–2000 Thomas F Banchoff
- 2001–2002 Ann E. Watkins
- 2003–2004 Ronald L Graham
- 2005–2006 Carl C Cowen
- 2007–2008 Joseph A Gallian
- 2009–2010 David M Bressoud
- 2011–2012 Paul M Zorn
- 2013–2014 Bob Devaney
- 2015–2016 Francis E. Su
- 2017–2018 Deanna Haunsperger
- 2019–2020 Michael Dorff
- 2021–2022 Jennifer Quinn
- 2022–2023 Hortensia Soto
- 2023–2024 Jenna P Carpenter
- 2024–2025